# Salvador González Morales
Salvador González Morales (ur. 20 grudnia 1971 w Meksyku) – meksykański duchowny katolicki, biskup pomocniczy Miasta Meksyk od 2019.

## Życiorys

### Prezbiterat
Święcenia kapłańskie otrzymał 18 maja 2002 i został inkardynowany do archidiecezji meksykańskiej. Był m.in. prefektem i wicerektorem meksykańskiego seminarium, wykładowcą miejscowego uniwersytetu Lumen Gentium oraz proboszczem parafii św. Bernardyna.

### Episkopat
16 lutego 2019 papież Franciszek mianował go biskupem pomocniczym archidiecezji meksykańskiej, ze stolicą tytularną Lacubaza. Sakry udzielił mu 25 marca 2019 kardynał Carlos Aguiar Retes.